# Bang 3
Bang 3 è il secondo album in studio del rapper statunitense Chief Keef, pubblicato il 1º settembre 2015 dalle etichette discografiche Glo Gang e RBC Records. L'album presenta le collaborazioni di ASAP Rocky, Mac Miller, Jenn Em, Lil B e Tadoe.

## Tracce

### Part 1
1. Laurel Canyon – 3:34
2. Cappin – 3:16
3. Unstoppable – 3:25
4. Superheroes (feat. ASAP Rocky) – 4:02
5. Singing To The Cheese – 3:07
6. Pick One – 3:14
7. New School – 3:28
8. Facts – 3:47
9. I Just Wanna (feat. Mac Miller) – 5:18
10. Yes – 3:29
11. Ain't Missing You (feat. Lil Yachty) – 3:19
12. Million$ – 3:03
13. Go Harder – 2:57
14. Green Light – 2:55

### Part 2
1. Pee Pee'd – 3:38
2. Wit it – 4:32
3. Bouncin – 3:15
4. Charge my Car – 3:16
5. Get That Sack – 3:30
6. Irri (feat. Lil B) – 3:19
7. Racist – 4:17
8. Gloin – 3:11
9. That Night – 2:48
10. It's More – 3:33
11. OG Fiji – 4:11
12. Tree Tree – 3:23

### Bonus Tracks
1. T'D – 3:14
2. Ignorant – 6:26
3. Told Ya – 2:53
4. Off the Tooka (feat. Tadoe) – 2:12
5. Real Money – 3:14